# Stigmella ovata
Stigmella ovata là một loài bướm đêm thuộc họ Nepticulidae. Nó được tìm thấy ở tỉnh Neuquen, Argentina.